# Fittingia
Fittingia es un género de  arbustos de la familia Primulaceae, subfamilia Myrsinoideae. Comprende 8 especies descritas y  aceptadas.

## Taxonomía
El género fue descrito por Carl Christian Mez y publicado en Botanisches Archiv 1: 105. 1922. La especie tipo no ha sido designada

## Algunas especies aceptadas
A continuación se brinda un listado de las especies del género Fittingia aceptadas hasta noviembre de 2013, ordenadas alfabéticamente. Para cada una se indica el nombre binomial seguido del autor, abreviado según las convenciones y usos.
- Fittingia carnosifolia Sleumer
- Fittingia conferta (S. Moore) Sleumer
- Fittingia grandiflora C.M. Hu
- Fittingia mariae B.C. Stone
- Fittingia paniculata Takeuchi
- Fittingia tuberculata Sleumer
- Fittingia tubiflora Mez
- Fittingia urceolata Mez